# 마쓰다 다케오
마쓰다 다케오(일본어: 松田 岳夫, 1961년 10월 13일 ~ )는 일본의 전 축구 선수이자 현 축구 지도자로 현재 도쿄 베르디 벨레자의 감독직을 맡고 있으며 현역 시절 가와사키 프론탈레에서 뛰었다.

## 구단 경력
1984년부터 1990년까지 일본 사커 리그의 후지쯔에서 뛰었다. 

## 지도자 경력
은퇴 후에는 베르디 가와사키(도쿄 베르디)의 코치를 거쳐, 1998년 닛테레 벨레자의 감독으로 취임하였다. 2009년 도쿄 베르디의 감독으로 취임하였다. 2010년부터 2012년까지 가이나레 돗토리와 FC 류큐에서 감독을 맡았다.

## 대회 성적

### 클럽 (지도자)
도쿄 베르디 벨레자
- 나데시코 리그 디비전 1 : 우승 (2005, 2006, 2007, 2008), 준우승 (1998, 1999)
- WE리그 : 우승 (2024-25), 3위 (2023-24)
- 황후배 : 우승 (2005, 2007, 2008), 4강 (2006)
- 나데시코 리그컵 : 우승 (1999, 2007)
- 나데시코 슈퍼컵 : 우승 (2005, 2007), 준우승 (2006)

INAC 고베 레오네사
- 나데시코 리그 디비전 1 : 준우승 (2016, 2017), 3위 (2015)
- 황후배 : 우승 (2015, 2016)
- 나데시코 리그컵 : 4강 (2017)

엘펜 사이타마
- 나데시코 리그 디비전 2 : 준우승 (2013)

마이나비 센다이 레이디스
- WE리그 : 4위 (2022-23)